# Igloolik (otok)
Igloolik (ili Iglulik) je otok u regiji Qikiqtaaluk, unutar teritorija Nunavut u Kanadi. Nalazi se na krajnjem sjeverozapadu zaljeva Foxe, u neposrednoj blizini (10 km) poluotoka Melville i nešto dalje (38 km) od Baffinova otoka. 
Otok je sastavni dio Kanadskog arktičkog otočja.
Površina otoka je 103 km2 i na njemu je samo jedno naselje s istim imenom Igloolik s 2000 stanovnika.
Riječ "igloolik" na inuktitutskom jeziku znači "mjesto iglua" (od istočnoeskimskog igdlu = snježna kuća), a odnosi se na zemunice (qarmaq) koje su izvorno bile u području.
Inuiti i njihovi preci naselili su otok 2000. godine pr. Kr. Arheološka nalazišta na otoku, koja vremenski sežu do 1000. nove ere, proglašena su 1978. Nacionalnim povijesnim lokalitetom u Kanadi.